# Contrada di Rione Santa Maria in Vado
La Contrada di Rione Santa Maria in Vado è una delle otto contrade facenti parte del Palio di Ferrara.

## Gonfalone
Lo stemma della contrada è un unicorno sopra un isolotto recintato il quale è raffigurato nell'atto di purificare le acque paludose nel ferrarese con il suo corno magico. I colori ufficiali della contrada sono il giallo e il viola.

## Territorio
L'area della contrada la si individua all'interno delle mura cittadine riguardante una delle zone più antiche della città storica. I suoi confini sono dettati da corso della Giovecca, corso Martiri della Libertà, corso Porta Reno, piazza Travaglio e viale Alfonso d'Este. All'interno del rione si possono individuare numerosi monumenti importanti quali la cattedrale di San Giorgio, la chiesa di Santa Maria in Vado, il palazzo Schifanoia, il palazzo Costabili, il palazzo Paradiso, la palazzina di Marfisa d'Este, la chiesa di San Francesco e il palazzo di Renata di Francia che ospita il rettorato dell'Università degli Studi di Ferrara.
La sede storica della contrada è in Via Borgovado, 3 a Ferrara. Dopo il sisma che ha colpito la città di Ferrara nel 2012, a causa dell'inagibilità della sede storica, la sede della contrada è stata spostata in Via Cammello, 15 all'interno del palazzo "Casa di Stella de' Tolomei".